# Stephan Standfuß

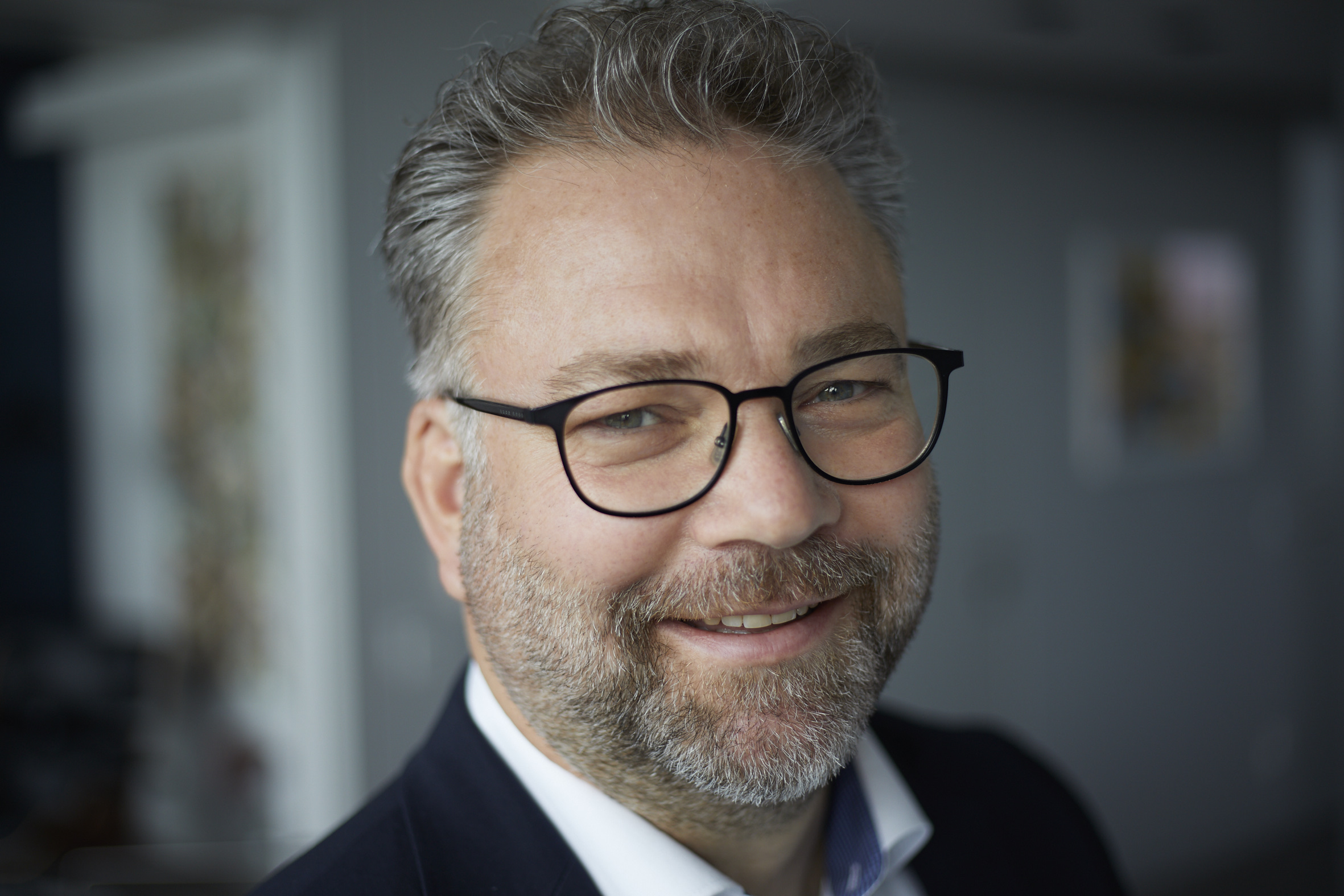
Stephan Standfuß (2021)

Stephan Standfuß (* 3. März 1972 in Berlin) ist ein deutscher Unternehmer und Politiker (CDU). Er ist seit 2016 Mitglied des Berliner Abgeordnetenhauses und ist seit dem 11. September 2018 stellvertretender CDU-Fraktionsvorsitzender.

## Leben
Standfuß besuchte das Schadow-Gymnasium in Zehlendorf, an dem er 1991 das Abitur ablegte. Nach der Grundausbildung war er im Rahmen des Grundwehrdienstes und als Reservist der Bundeswehr im Bereich der Bildungs- und Öffentlichkeitsarbeit an Schulen in der Region Barnim-Oderland tätig. Er begann ein Studium an der FU Berlin und bildete sich berufsbegleitend zum IT-Berater/ITK-Systemadministrator weiter. Derzeit (Stand 2020) ist er selbständiger Unternehmer und Inhaber der RS-Business, ITK-Systempartner, einer Firma für Computer, Netzwerke und Telefonanlagen mit Sitz in Berlin-Zehlendorf.
Standfuß trat 1993 in die CDU ein. Er ist seit 2007 Ortsvorsitzender der CDU Düppel und seit 2013 stellvertretender Kreisvorsitzender der CDU Steglitz-Zehlendorf. Des Weiteren ist er stellvertretender Vorsitzender der Mittelstands- und Wirtschaftsvereinigung (MIT) Steglitz-Zehlendorf.
Als Bürgerdeputierter wirkt Standfuß von 2006 bis 2011 im Ausschuss für Gleichstellung und Integration und von 2011 bis 2016 im Sportausschuss der Bezirksverordnetenversammlung Steglitz-Zehlendorf mit. Bei der Wahl zum Abgeordnetenhaus von Berlin 2016 wurde er als Direktkandidat der CDU über den Wahlkreis 67 (Steglitz-Zehlendorf 7) in das Abgeordnetenhaus gewählt. Das Direktmandat gewann er mit 30,9 % der Erststimmen. Im Parlament war er in dieser Amtszeit Mitglied des Ausschusses für Bürgerschaftliches Engagement und Partizipation, des Ausschusses für Sport und des Untersuchungsausschusses „Terroranschlag Breitscheidplatz“.
Bei der Wahl zum Abgeordnetenhaus von Berlin 2021 wurde Standfuß wieder als Direktkandidat der CDU über den Wahlkreis 67 (Steglitz-Zehlendorf 7) in das Abgeordnetenhaus gewählt. Das Direktmandat gewann er mit 30,7 % der Erststimmen. Bei der Wiederholungswahl 2023 konnte er seinen Sitz im Abgeordnetenhaus mit 40,1 % verteidigen. Im Parlament ist er in der verkürzten Legislaturperiode bis 2026 Mitglied des Ausschusses für Sport und des Ausschusses für Innere Sicherheit sowie des Ausschusses für Verfassungsschutz, in dem er zudem auch stellvertretender Schriftführer ist.
Stephan Standfuß ist sportpolitischer Sprecher der Berliner CDU-Fraktion und Sprecher im 1. Untersuchungsausschuss „Neukölln II“, bei dem es um eine rechtsextremistische Straftatenserie im Bezirk Neukölln in den Jahren 2009 bis 2021 geht.
Seit dem 11. September 2018 ist er stellvertretender CDU-Fraktionsvorsitzender, mit Wahl vom 9. Mai 2023 wurde er zum hervorgehobenen stellvertretenden Fraktionsvorsitzenden. Seit dem 8. Oktober 2022 ist Stephan Standfuß Kreisvorsitzender der CDU Steglitz-Zehlendorf.
Stephan Standfuß ist verheiratet, hat eine Tochter und zwei Söhne.